# Schinkel-Grundschule
Die Schinkel-Grundschule ist eine in den 1990er Jahren gegründete Grundschule, die als Schule besonderer pädagogischer Prägung den Schwerpunkt Musik hat. Sie befindet sich im Berliner Ortsteil Charlottenburg im Bezirk Charlottenburg-Wilmersdorf.

## Geschichte
Das heutige Gebäude der Schinkel-Grundschule wurde in den Jahren 1913 bis 1914 von den Architekten Paul Weingärtner und Heinrich Seeling als fünfstöckiges Flügelgebäude errichtet. Die Gestaltung zeigt den Einfluss der frühen Moderne, mit elfenbeinfarbener Fassade, strukturiert durch roten Sandstein, und braune Keramikplatten. Markant sind die Eingänge, gestaltet mit schwarzen Keramikplatten und einer Pergola mit 17 Säulen. Der Reliefschmuck stammt von Ludwig Isenbeck. Sie ist ein gelistetes Baudenkmal.
Nach der Fertigstellung wurde das Gebäude zunächst als Lazarett und danach bis Anfang der 1920er Jahre als Kaserne des Freikorps genutzt. Zu Beginn des Zweiten Weltkriegs zog die Infektionsabteilung des Städtischen Krankenhauses Westend hier ein. 1950 wurden die Kriegsschäden am Bauwerk beseitigt und es wurde wieder für schulische Zwecke genutzt. Im Laufe der Jahre fanden hier die Herder-, Eosander- und Schinkel-Grundschule ihren Platz.
1997 wurden die Eosander- und die Schinkel-Grundschule zusammengelegt und die neue Schule nach den Baumeistern Eosander von Göthe und Karl Friedrich Schinkel benannt, die auch am nahegelegenen Schloss Charlottenburg tätig waren.
Seit dem Schuljahr 2005/06 bietet die Schule ein Ganztagsprogramm in Zusammenarbeit mit dem Pestalozzi-Fröbel-Haus an. Ein Mittagsessen ist für die Schülerinnen und Schüler des Ganztagsbereichs in der Mensa verfügbar. Die Schule legt Wert auf klassenübergreifenden Projektunterricht sowie die Integration von Kindern mit Behinderung. Ab der 3. Klasse wird Englisch unterrichtet, während Französisch in den oberen Klassen als Wahlpflichtfach zur Auswahl steht. Zusätzlich gibt es zahlreiche Arbeitsgemeinschaften und Projekte, wie heiltherapeutisches Reiten und „Zauberhafte Physik“, die ein vielfältiges Lernumfeld bieten. Im Schuljahr 2017/18 erhielt die Schinkel-Grundschule den Status als erste musikbetonte Grundschule im Bezirk Charlottenburg-Wilmersdorf.
Heute lernen rund 660 Schüler an der Schinkel-Grundschule, betreut von etwa 60 Lehrkräften und 30 Erzieherinnen und Erziehern.